# قضية فيرجينيا ضد جون براون
قضية فيرجينيا ضد جون براون كانت محاكمة جنائية عقدت في تشارلز تاون، فيرجينيا في أكتوبر عام 1859. سرعان ما حوكم على الإبطالي جون براون بتهمة الخيانة ضد كومنولث فيرجينيا وتهمة القتل والتحريض على تمرد العبيد، وذلك بمداهمة الترسانة الفيدرالية للولايات المتحدة في هاربرز فيري، فيرجينيا. (تواجد كل من تشارلز تاون وهاربرز فيري في ولاية فرجينيا الغربية منذ عام 1863). أدين بجميع التهم وحُكم عليه بالإعدام، وأُعدم شنقًا في الثاني من ديسمبر. كان أول شخص يُعدم بتهمة الخيانة في الولايات المتحدة.
لقد كانت محاكمة مميزة في كثير من النواحي. كانت قضايا الإعدام التي أُجريت فيها محاكمة وإدانة سريعًا بعد ارتكاب الجريمة قليلة في تاريخ بلادنا. في غضون أسبوعين من الوقت الذي أقدم فيه براون على تنفيذ ما اعتقد أنه تفجير صالح ضد ما شعر أنه أعظم خطيئة في عصره، أصبح مجرمًا مُدانًا، وفصل بين حياته وحبل الجلاد ثلاثون يومًا.
ظل براون مستلقيًا على طبلية معظم مدة المحاكمة، إذ كان غير قادر على الوقوف.

## خلفية عامة
في 16 أكتوبر عام 1859، قاد براون (مشمولًا بالعدد) 22 رجلًا مسلحًا منهم 5 من السود و17 من الرجال البيض إلى هاربرز فيري، وهو تقاطع ثلاثي مهم لسكة حديد ونهر وقناة. سعى إلى الاستيلاء على الترسانة الفيدرالية هناك، وقيادة تمرد للعبيد على امتداد الجنوب باستخدام الأسلحة التي سيستولي عليها. تورط براون ورجاله في مواجهة استمرت يومين مع الميليشيات المحلية والقوات الفيدرالية، وقُتل أو أُصيب فيها عشرة من رجاله، وأسر خمسة آخرون، وهرب خمسة منهم. شارك ثلاثة من أبناء براون في العملية، وقُتل أوليفر وواتسون أثناء القتال، وبقي واتسون حيًا في النزع الأخير ليوم إضافي. هرب أوين وقاتل لاحقًا في جيش الاتحاد.

## التقارير عن المحاكمة
بفضل اختراع التلغراف الذي كان حديثًا آنذاك، كانت محاكمة براون أول محاكمة تذاع على المستوى الوطني. حضر المحاكمة مراسل صحفي من نيويورك هيرالد وآخر من ذا ديلي إكستشينج من بالتيمور، وكان كلاهما في هاربرز فيري منذ 18 أكتوبر. تباينت التفاصيل في التقارير الخاصة بالمحاكمة، ومنها التقارير حول تصريحات براون، وتبين تورط أكثر من شخص. كانت التغطية مكثفة لدرجة أن المراسلين استطاعوا تخصيص فقرات كاملة للطقس، وكانت زيارة زوجة براون في الليلة التي سبقت إعدامه موضوعًا لمقالات طويلة.
نُشرت القصص في صحيفة هيرالد بدون اسم الكاتب، إذ كان الصحفي إدوارد هوارد هاوس يعمل متخفيًا في تشارلز تاون باسم مستعار، مع أوراق معتمدة من صحيفة مؤيدة للعبودية في بوسطن. توسل للزائر الذي عرف حقيقته، وكان يُدعى إدوارد أ. براكيت وهو رسام من جريدة فرانك ليزلي المصورة، ألا يقول اسمه الحقيقي بصوت عالٍ. كانت بعض تقاريره غير قابلة للإرسال بالبريد بأمان من تشارلز تاون، ونُقلت عبر لفها حول ساقي هذا الرجل، وأُخفيت عن الأنظار بواسطة سرواله.
حضر أيضًا فنان ثانٍ من جريدة فرانك ليزلي المصورة، ووظفت مجلة هاربرز الأسبوعية الفنان المحلي وابن شقيق المدعي العام أندرو هنتر، الرسام ديفيد هنتر ستروذر؛ تتواجد إحدى رسوماته في المعرض أدناه. وضح ليزلي لقرائه أن «أحد مقلديه» ينشر صورًا مزيفة. وصف جريدته بأنها تضمنت نقاشين وفنانين يقفون في أحد فنادق نيويورك، وبمجرد وصول رسم تخطيطي من تشارلز تاون، عمل 16 فنانًا في وقت واحد على تحويله (مقسمًا إلى 16 مقطعًا) إلى رسم توضيحي جاهز للطباعة. انتشرت الرسوم التوضيحية على نطاق واسع لدرجة أن مجلة ييل الأدبية سخرت منها، ونشرت رسومات «فناننا في الحدث» من «حذاء الحاكم وايز»، و«ساعة جون براون» وما شابه ذلك.